# Билатерализм
Билатерали́зм — организация международных торгово-экономических отношений на основе прямых двусторонних соглашений, заключаемых непосредственно между двумя государствами и странами. 
В условиях современной мировой экономики подобные соглашения играют ограниченную роль в сфере торговых и валютно-кредитных отношений; 
исключением могут быть отношения с развивающимися странами, в рамках которых осуществляется помощь развивающимся странам.
При билатерализме международные валютно-кредитные отношения часто основаны на валютном клиринге.
В целом же для внешнеэкономической политики развитых стран характерен мультилатерализм, основанный на многосторонних соглашениях.